# Carl Reichenbach
Carl (Karl) Ludwig Freiherr von Reichenbach (Stuttgart, 12 de fevereiro de 1788 — Leipzig, 19 de janeiro de 1869) foi um industrial, metalurgista, químico, naturalista e filósofo alemão.
É mais conhecido pelas descobertas da querosene (essencial para o combustível de foguetes), parafina e fenol antisséptico (usado nos sprays bucais modernos). Reichenbach passou a última parte da sua vida desenvolvendo a teoria vitalista da força ódica, o princípio vital que, acreditava, envolve e liga todos os seres vivos, conceito que jamais obteve crédito entre os principais cientistas.

## Contribuições científicas
Reichenbach conduziu investigações científicas originais em muitas áreas. A primeira monografia geológica que apareceu na Áustria foi sua Geologische Mitteilungen aus Mähren (Viena, 1834).
Sua posição como chefe das grandes obras químicas, fornos de ferro e oficinas mecânicas na grande propriedade do conde Hugo garantiu-lhe excelentes oportunidades para a realização de pesquisas experimentais em larga escala. De 1830 a 1834 ele investigou produtos complexos da destilação de substâncias orgânicas como carvão e alcatrão de madeira, descobrindo uma série de compostos de hidrocarbonetos valiosos, incluindo creosoto, parafina, eupione e fenol (antissépticos), pittacal e cidreret (corantes sintéticos), picamar (um perfume base), Assamar, Capnomor, e outros. Sob o nome de eupione, Reichenbach incluiu a mistura de óleos de hidrocarbonetos agora conhecidos como parafina cerosa ou óleos de carvão. Em seu artigo descrevendo a substância, publicado pela primeira vez no Neues Jahrbuch der Chemie und Physik, B, ii, ele se debruçou sobre a importância econômica desta e de suas parafinas associadas, sempre que os métodos de separá-los de forma barata dos compostos betuminosos naturais fossem estabelecidos.

### Magnetismo da Terra
Reichenbach expandiu o trabalho de cientistas anteriores, como Galileu Galilei, que acreditava que o eixo da Terra estava magneticamente conectado a uma força central universal no espaço, ao concluir que o magnetismo da Terra vem do ferro magnético, que pode ser encontrado em meteoritos. Seu raciocínio era que meteoritos e planetas são os mesmos, e não importa o tamanho do meteorito, a existência polar pode ser encontrada no objeto. Isso foi considerado conclusivo pela comunidade científica no século 19.

## A força Odic
Em 1839, Von Reichenbach retirou-se da indústria e iniciou uma investigação da patologia do sistema nervoso humano. Ele estudou neurastenia, sonambulismo, histeria e fobia, creditando relatos de que essas condições foram afetadas pela lua. Depois de entrevistar muitos pacientes, ele descartou muitas causas e curas, mas concluiu que tais doenças tendiam a afetar pessoas cujas faculdades sensoriais eram excepcionalmente vívidas. Estes ele chamou de "sensíveis".
Influenciado pelos trabalhos de Franz Anton Mesmer, ele levantou a hipótese de que a condição poderia ser afetada pelo eletromagnetismo ambiental, mas finalmente suas investigações o levaram a propor uma nova força imponderável aliada ao magnetismo, que ele pensava ser uma emanação da maioria das substâncias, uma espécie de "princípio de vida" que permeia e conecta todos os seres vivos. A essa manifestação vitalista deu o nome de força Odica.

## Obras
- Das Kreosot (1833)
- Geologische Mitteilungen aus Marhen (1834)
- Die Dynamide des Magnetismus (1840)
- Odisch-Magnetische Briefe (1852)
- Der sensitive Mensch und sein Verhalten zum Ode (1854)
- Odische Erweiterungen (1856)
- Köhierglaube und Afterwissenschaft (1856)
- Aphorismen über Sensibilität und Od (1866)
- Die Odische Lohe (1867).